# Municipio de Salacgrīva
El municipio de Salacgrīvas (en Letón: Salacgrīvas novads) es uno de los ciento diez municipios de Letonia, que abarca una pequeña porción del territorio de dicho país báltico. Fue creado durante el año 2009 después de una reorganización territorial. La ciudad capital es la ciudad de Salacgrīva.

## Ciudades y zonas rurales
- Ainaži (ciudad y zona rural)
- Liepupes pagasts (zona rural)
- Salacgrīva (ciudad y zona rural)

## Población y territorio
Su población se encuentra compuesta por un total de 9.581 personas (2009). La superficie de este municipio abarca una extensión de territorio de unos 637,6 kilómetros cuadrados. La densidad poblacional es de 15,03 habitantes por cada kilómetro cuadrado.